# Vigevano
Vigevano – miasto i gmina we Włoszech, w regionie Lombardia, w prowincji Pawia, na Nizinie Padańskiej. Według danych na rok 2004 gminę zamieszkiwały 54 672 osoby, 666,7 os./km².
Duży ośrodek przemysłu obuwniczego, nadto przemysł chemiczny, skórzany, włókienniczy, papierniczy, spożywczy (łuszczarnie ryżu). Od ok. 1250 pod zwierzchnictwem Mediolanu. W 1748 włączone do Królestwa Sardynii. Miejsce urodzenia (2 lutego 1494) Bony Sforzy, późniejszej królowej Polski.
Zabytki: katedra (XIV, XVI, XVII wiek), plac zaprojektowany przez D. Bramantego (1492) z arkadowymi podcieniami (Piazza Ducale), zamek (XIV, XV wiek).

## Galeria zdjęć

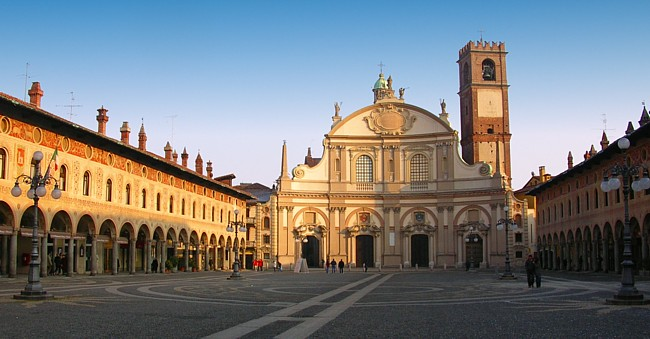
Piazza Ducale
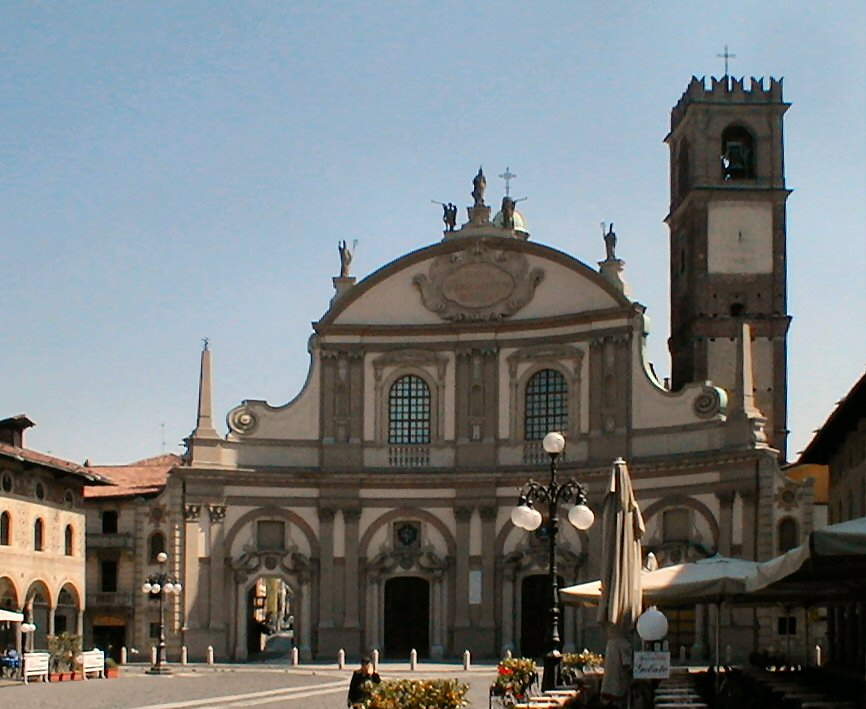
Katedra
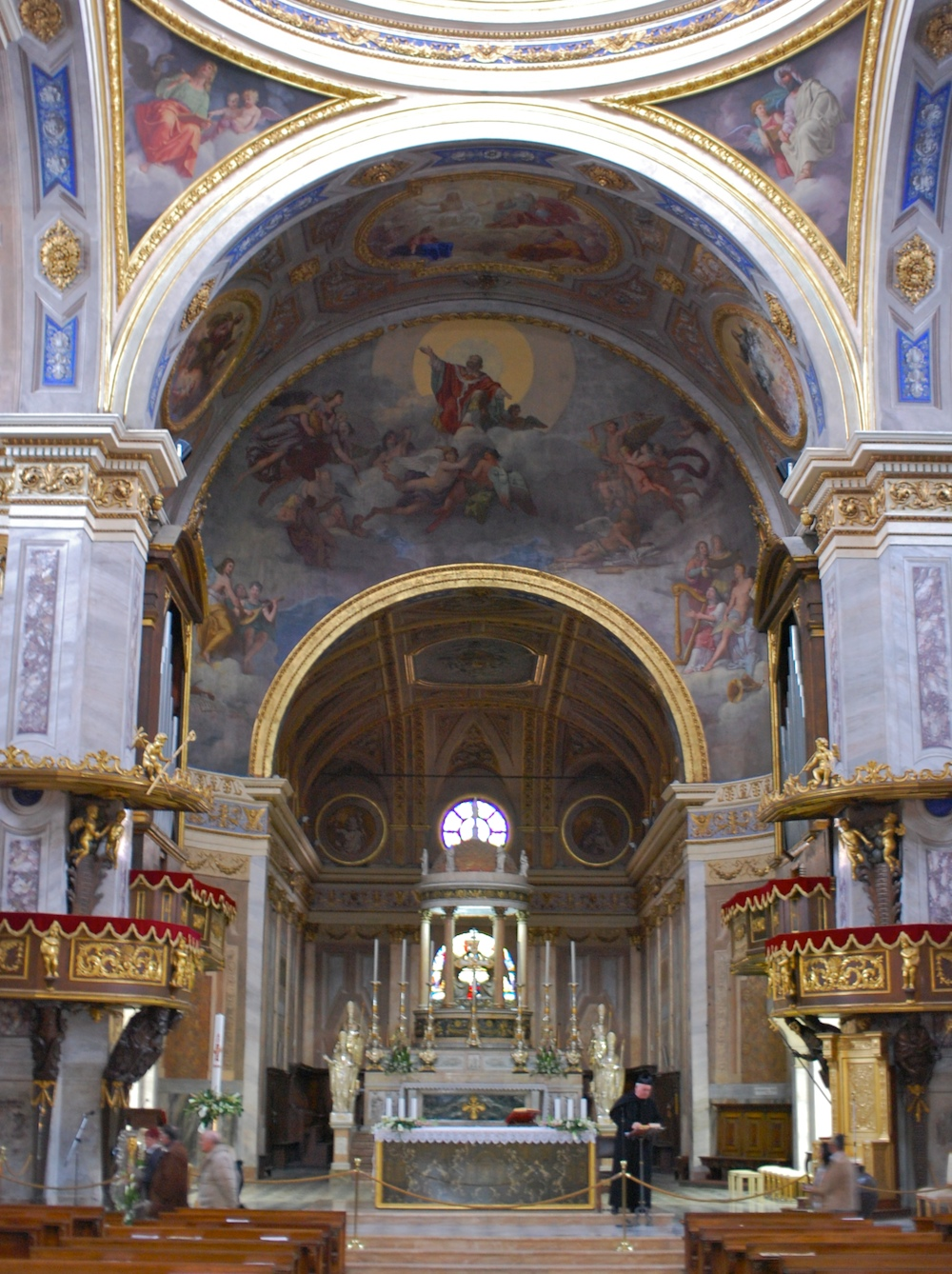
Wnętrze katedry
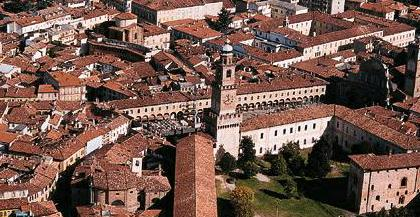
Zamek